# Raymond Higgs
Raymond Higgs, född 24 januari 1991, är en friidrottare från Bahamas. Han deltog vid olympiska sommarspelen 2012.